# Лара Крофт: Томб Рейдър
„Лара Крофт: Томб Рейдър“ (на английски: Lara Croft: Tomb Raider) е екшън приключенски филм от 2001 г., базиран на поредицата видеоигри Tomb Raider на героинята Лара Крофт, изпълнявана от актрисата Анджелина Джоли. Копродукция е на САЩ, Великобритания, Япония и Германия. Режисиран е от Саймън Уест. Филмът излиза на екран на 15 юни 2001 г.

## Актьорски състав
- Анджелина Джоли – Лара Крофт, британска авантюристка и археолог
- Рейчъл Апълтън – младата Лара
- Иън Глен – Манфред Пауъл, лидер на илюминатите
- Джон Войт – лорд Ричард Крофт, бащата на Лара
- Даниел Крейг – Алекс Уест, бивш познат на Лара и съперник търсач на съкровища, който се съюзява с Пауъл за финансова печалба
- Ноа Тейлър – Брайс, техническият експерт на Лара
- Ричард Джонсън – Изтъкнатия джентълмен
- Крис Бари – Хилари, икономът на Лара
- Джулиан Райнд-Тът – г-н Пимс
- Лесли Филипс – Уилсън

## Дублажи

### Арс Диджитал Студио(2009)
| Преводач            | Яна Янева                                                  |
| Тонрежисьор         | Венцислав Велев                                            |
| Режисьор на дублажа | Екатерина Късметлийска                                     |
| Озвучаващи артисти  | Силвия Лулчева Пламен Манасиев Илиян Пенев Николай Николов |

### Медиа Линк(2017)
| Преводач            | Яна Янева                                                      |
| Тонрежисьор         | Александър Тодоров                                             |
| Режисьор на дублажа | Милена Манчева                                                 |
| Озвучаващи артисти  | Гергана Стоянова Петър Бонев Петър Върбанов Станислав Димитров |

## Филми от поредицата за „Томб Рейдър“
Поредицата „Томб Рейдър“ включва 3 филма:
- „Лара Крофт: Томб Рейдър“ (2001)
- „Лара Крофт Томб Рейдър: Люлката на живота“ (2003)
- „Tomb Raider: Първа мисия“ (2018)